# Copa Chile 1962
Copa Chile 1962 var den femte säsongen av Copa Chile och hette officiellt "V Copa Preparación 1962". Turneringen bestod av lag från den högsta och näst högsta divisionen. Turneringen vanns till slut av Luis Cruz Martínez. Copa Chile 1962 bestod av totalt 30 lag som spelade utslagsmöten mot varandra till dess att en vinnare korades.

## Första omgången
Den första omgången bestod av 30 lag och totalt 15 matcher spelades. Vinnarna av varje match gick tillsammans med en förlorare (Municipal de Santiago) vidare till nästa omgång.